# Francis Hong Yong-ho
Francis Hong Yong-ho (coreano 홍용호 프란치스코; Pyongyang, 12 de outubro de 1906; perdido desde 1962) foi um bispo católico romano de Pyongyang, Coreia do Norte.

## Vida
Hong Yong-ho recebeu a ordenação em 25 de maio de 1933. Em 24 de março de 1944, ele foi nomeado por Pio XII como vigário apostólico de Heijō e Bispo-Titular de Auzia. Foi ordenado bispo em 29 de junho daquele ano, em Pyongyang, por Boniface Sauer, OSB, Abade de Tokugen o Tokwon e Administrador Apostólico de Hamheung (Coreia do Norte); os principais co-consagradores foram os bispos Ireneus Hayasaka Kyubei, Administrador Apostólico de Taiku (Coreia do Sul), e Paul Marie Kinam Ro, Vigário Apostólico de Seul.
Na década de 1940, 166 padres e religiosos da Igreja Católica Romana foram assassinados ou sequestrados na Coreia. Francis Hong Yong-ho foi preso pelo regime comunista de Kim Il Sung em 1949. O Vicariato Apostólico de Heijō mudou seu nome para Pyongyang em 12 de julho de 1950 e foi elevado a Diocese de Pyongyang pelo Papa João XXIII em 10 de março de 1962, com Francis Hong Yong-ho, em protesto, como o primeiro bispo da nova diocese.
O anuário oficial do Vaticano continuou a reconhecê-lo como chefe da Igreja em Pyongyang, embora como "desaparecido", até junho 2013, quando foi declarado morto. O ano da morte permanece desconhecido.

Em 2006, o Cardeal Nicolas Cheong Jin-suk, da Arquidiocese de Seul, falou sobre a tradição da Santa Sé de listar Yong-ho como desaparecido e não como falecido:
“Não há conhecimento de padres que sobreviveram à perseguição que ocorreu no final da década de 1940, quando 166 padres e religiosos foram mortos ou sequestrados. O Anuário Pontifício continua a descrever como “desaparecido” o homem que era o bispo de Pyong-yang na época, Monsenhor Francis Hong Yong-ho, que hoje teria cem anos. É um gesto da Santa Sé para apontar a tragédia que a Igreja na Coreia sofreu e ainda está passando.”
Logo após o reconhecimento de sua morte, a conferência dos bispos coreanos pediu à Congregação para as Causas dos Santos um 'nihil obstat' para a abertura da causa de beatificação do Bispo Francis Hong Yong-ho, bem como de 80 de seus companheiros.
Em 2017, estava em andamento a causa de canonização de Yong-ho e outros 77 mártires que morreram durante a perseguição religiosa do regime comunista da Coreia do Norte: dois bispos, 48 padres, três seminaristas, sete irmãs e 21 leigos. O bispo de Daejeon, na Coreia do Sul, Lazarus You Heung-sik, era o presidente do comitê de beatificação. Em 2022, o comitê especial concluiu a investigação para a beatificação do mortos pelo regime coreano e os papéis foram para a Congregação para as Causas dos Santos em Roma.